# Everything You Always Wanted to Know About Sex* (*But Were Afraid to Ask)
Everything You Always Wanted to Know About Sex* (*But Were Afraid to Ask) is een Amerikaanse komische film uit 1972 van regisseur Woody Allen.

## Inhoud
De film bestaat uit zeven korte films die telkens een vraag beantwoorden in verband met seks.
Werken afrodisiaca?Een hofnar (Woody Allen) geeft een liefdesdrankje aan de koningin (Lynn Redgrave), maar zij draagt een kuisheidsgordel.
Wat is sodomie?Een dokter (Gene Wilder) krijgt een patiënt die een relatie heeft met een schaap.
Waarom krijgen sommige vrouwen moeilijk een orgasme?Een vrouw (Louise Lasser) kan enkel in het openbaar klaarkomen.
Zijn travestieten homoseksueel?Een man van middelbare leeftijd (Lou Jacobi) experimenteert met het dragen van vrouwenkleren.
Wat zijn seksuele perverselingen?In een tv-spelletje moeten de kandidaten raden wat iemands seksuele stoornis is.
Zijn de bevindingen accuraat van dokters en instellingen die aan seksueel onderzoek doen en experimenten uitvoeren?Een onderzoeker (Woody Allen) en een journaliste (Heather MacRae) bezoeken een wetenschapper (John Carradine). Wanneer hij krankzinnig blijkt, slaan ze op de vlucht. Ze worden achtervolgd door een reusachtige borst.
Wat gebeurt er tijdens de ejaculatie?In de hersenen van een man zit een controlecentrum met verschillende medewerkers aan een bedieningspaneel. Tijdens de ejaculatie worden zaadcellen - een groep mannen in wit uniform (waaronder Woody Allen) - het grote onbekende in gestuurd.

## Rolverdeling
| Acteur         | Personage   |
| -------------- | ----------- |
| Woody Allen    |             |
| Louise Lasser  |             |
| John Carradine |             |
| Tony Randall   |             |
| Burt Reynolds  | Switchboard |
| Gene Wilder    | Dr. Ross    |
| Jack Barry     |             |
| Erin Fleming   |             |
| Lynn Redgrave  |             |
| Regis Philbin  |             |
| Lou Jacobi     |             |
| Heather MacRae |             |
| Anthony Quayle |             |

## Muziek
- Let's Misbehave van Cole Porter
- Battle Hymn of the Republic
- Red River Valley van James Kerrigen, gespeeld door Woody Allen op mondharmonica